# Johann Christoph Schreiter
Johann Christoph Schreiter (* 26. Juni 1770 in Mauersberg, Kurfürstentum Sachsen; † 10. August 1821 in Kiel) war ein deutscher evangelisch-lutherischer Theologe und Professor an der Christian-Albrechts-Universität Kiel.

## Leben
Schreiter war von 1809 bis 1815 in Schleusingen als Archidiakon tätig. Am 16. Januar 1815 ernannte ihn der König von Dänemark, der sich zu diesem Zeitpunkt zum Wiener Kongress in Wien aufhielt, zum o. Professor für Theologie an der Universität Kiel. 1818/19 war er Rektor der CAU.
Sein Sohn war der Theologe Theodor Hilmar Schreiter (1807–1868).